# You Need Me Now?
You Need Me Now? è un singolo della cantante norvegese Girl in Red e della cantante statunitense Sabrina Carpenter, pubblicato il 22 marzo 2024 tramite la etichetta Columbia come terzo estratto dal secondo album in studio di Girl in Red, I'm Doing It Again Baby!.

## Antefatti
Tra il 2023 e il 2024, sia Carpenter che Girl in Red si stavano esibendo come artisti di apertura ai concerti di Taylor Swift nel tour The Eras Tour. Girl in Red ha fatto ascoltare in anteprima You Need Me Now? in un evento a New York. In una intervista concessa a The New York Times, la cantante ha dichiarato che, dopo aver condiviso la canzone di Carpenter Feather su Instagram, si sono incontrate e le ha proposto di far parte di You Need Me Now?.

## Video musicale
Il video musicale è stato pubblicato in concomitanza al singolo sul canale Youtube di Girl in Red. Il video mostra la cantante completamente circondata da della vernice, con un unico punto libero in cui si vede il viso che viene coperto da essa con un pennello in loop per tutto il video.